# Harper’s Weekly

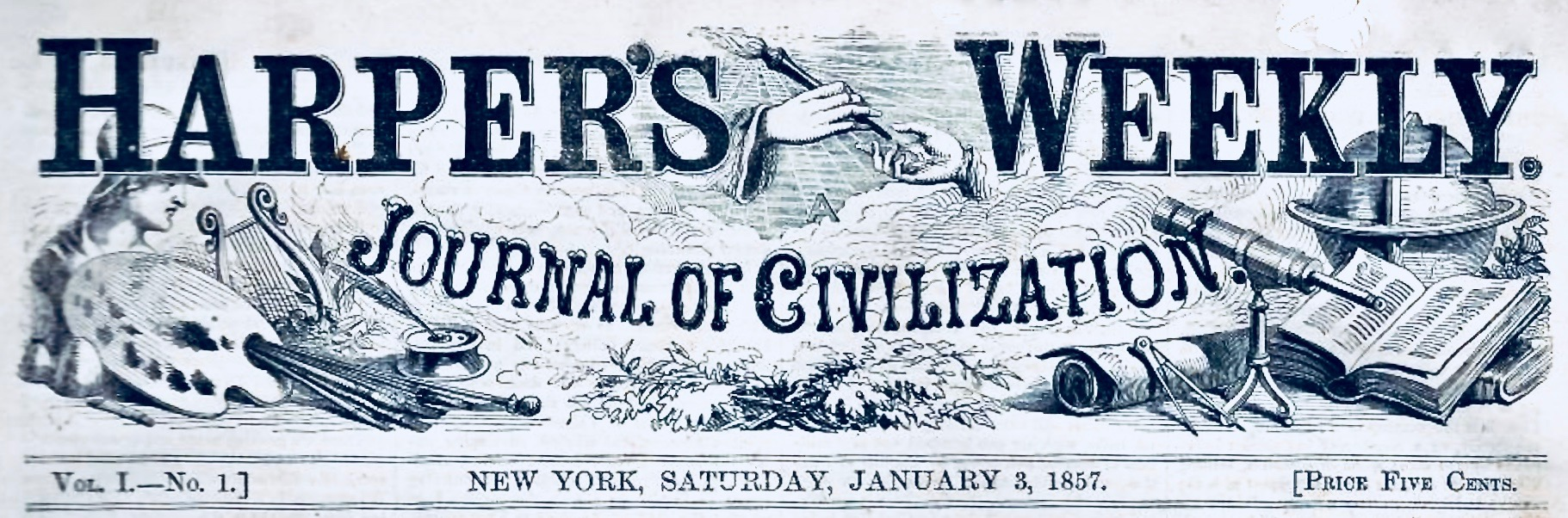
Titelkopf der Erstausgabe des Harper’s Weekly vom 3. Januar 1857

Harper’s Weekly, auch HarpWeek, ein Journal of Civilization, war ein US-amerikanisches Nachrichtenmagazin von Harper & Brothers, das von 1857 bis 1916 in wöchentlichem Turnus samstags erschien. Es war das führende illustrierte Presseerzeugnis der Vereinigten Staaten und gilt bis heute als das zentrale Medium der Recherche zu Ereignissen des 19. Jahrhunderts aus der Sicht der so genannten Neuen Welt, darunter auch des Sezessionskrieges von 1861 bis 1865, der Phase der Rekonstruktion (Reconstruction) nach Ende des Krieges und der Sklaverei sowie des von Mark Twain so bezeichneten „vergoldeten Zeitalters“ (Gilded Age). Es veröffentlichte unter anderem internationale Nachrichten, fiktionale Erzählungen und teils gefürchtete Karikaturen.

## Gründung

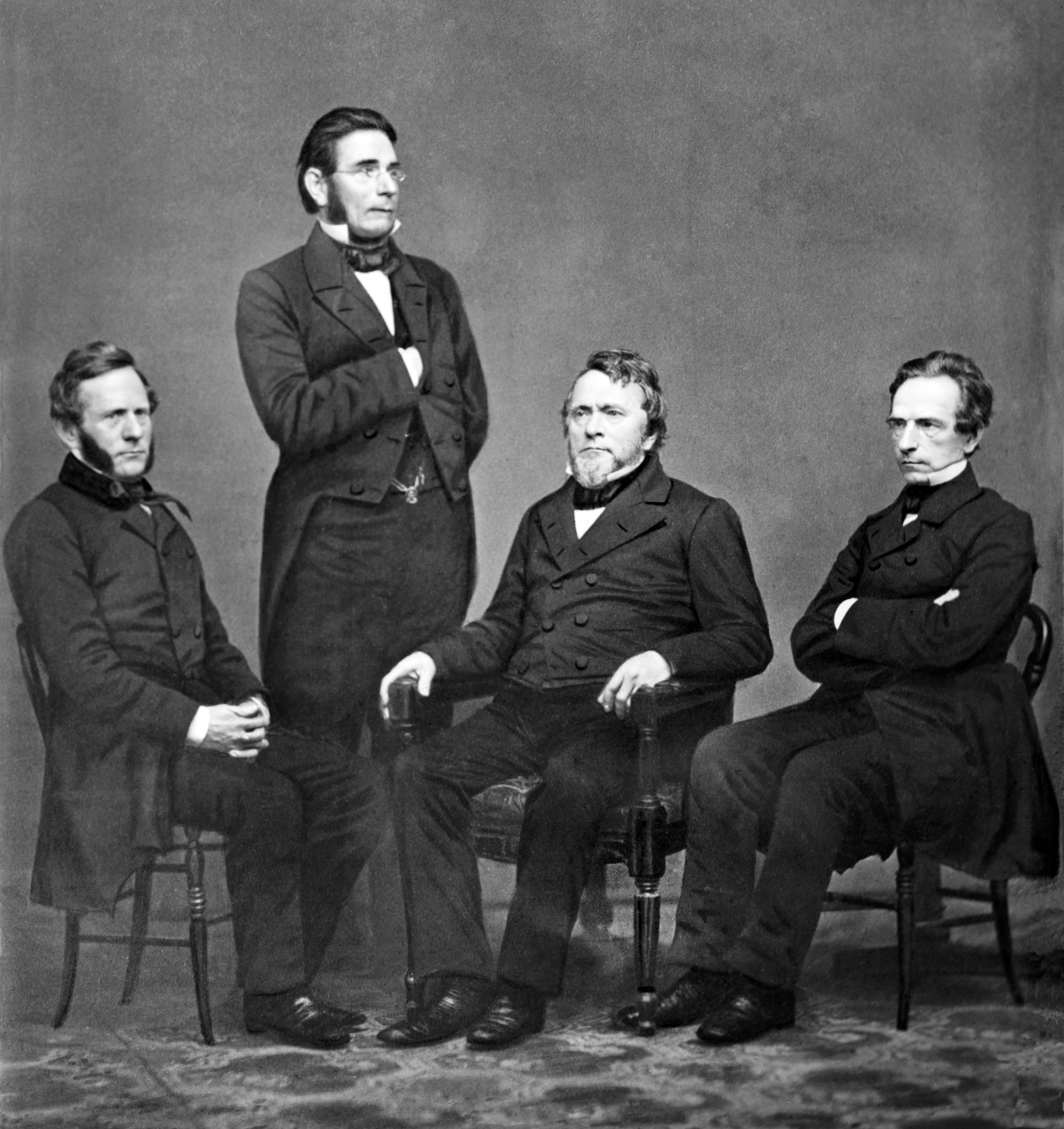
Von links: Fletcher, James, John und Joseph Harper, die Teilhaber der Verlagsbuchhandlung Harper & Brothers in New York City, um 1860

Die Brüder James und John Harper hatten im Jahr 1817 als 22- bzw. 20-Jährige eine eigene Druckerei in New York City eröffnet, die unter J. & J. Harper firmierte. Später stießen deren jüngere Brüder Joseph Wesley und Fletcher hinzu. Bereits um 1825 war das Unternehmen als Verlagsbuchhandlung der größte Buchverlag der USA. 1833 firmierte das Unternehmen zu Harper & Brothers um, heute noch als HarperCollins bekannt.
Die Beharrlichkeit und Souveränität der Brüder wird mit der Schilderung einer Episode deutlich, die Carl Berendt Lorck in seinem Handbuch der Geschichte der Buchdruckerkunst der Nachwelt erhalten hat. Darin beschreibt er den Brand am 10. Dezember 1853, der das Verlagshaus nahe der Brooklyn Bridge vernichtete:

„Als das grosse Harpersche Etablissement in Franklin-Square [am Franklin Square] 1853 ein Raub der Flammen wurde, stand John mit seinen Brüdern ruhig unter der aufgeregten Menschenmasse und beobachtete das Fortschreiten des verheerenden Elements. Seine Uhr aus der Tasche ziehend bemerkte er gegen die Brüder, dass es jetzt Essenszeit sei; es wäre wohl das beste, man käme nach dem Essen zu ihm, dort könne man ruhig überlegen, was zu thun! Die Brüder fanden sich ein und sassen schweigend in Gedanken vertieft. Da ergriff John das Wort: ‚Unser Geschäft ist zu wertvoll, um es fallen zu lassen oder um es in andere Hände zu geben. Wir haben alle Söhne; sie haben uns geholfen und sind nun bald imstande, unsere Plätze einzunehmen. Wir wollen ihnen das Geschäft weiter führen und ihnen zeigen, dass wir noch keine alten Schlafmützen sind‘.“

Fletcher Harper wird die Idee zur Gründung des Periodikums Harper’s Weekly zugeschrieben. Er war auf den Erfolg der seit 1842 publizierten britischen The Illustrated London News aufmerksam geworden. Örtliches Vorbild soll auch das von dem jungen britischen Einwanderer Frank Leslie herausgegebene Frank Leslie’s Illustrated Newspaper (auch: Leslie’s Weekly) gewesen sein, das ab dem 15. Dezember 1855 in New York City erschienen war. Dieser hatte zuvor mit Phineas Taylor Barnum kooperiert. Gut ein Jahr später, am 3. Januar 1857, veröffentlichte Fletcher Harper die erste Ausgabe von Harper’s Weekly. Das Magazin richtete sich an die mittlere und obere gesellschaftliche Schicht und achtete auf eine Formulierung und Illustration, die als familientauglich erschien.

## Inhalte

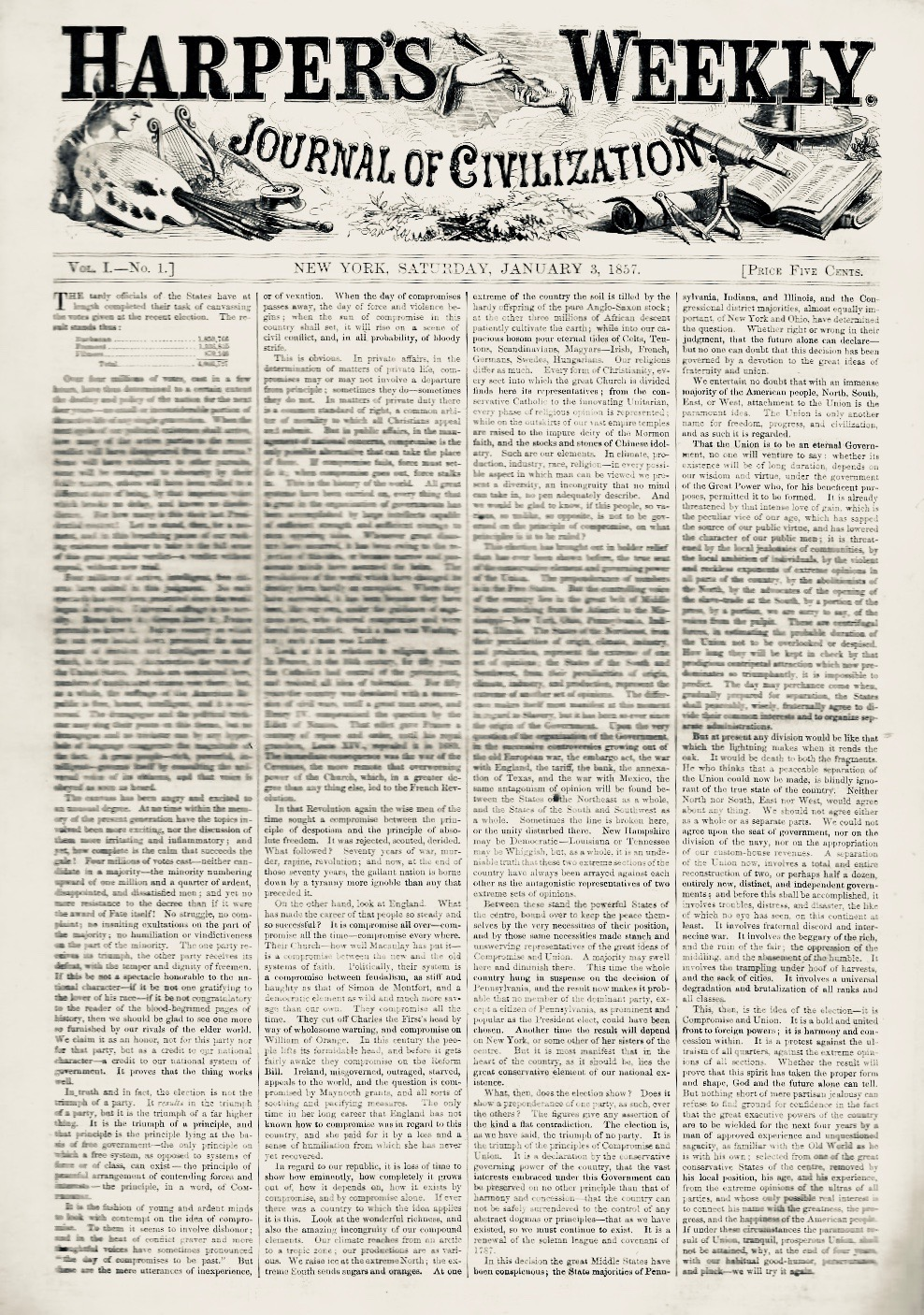
Titelblatt der Erstausgabe vom 3. Januar 1857

### Redaktioneller Text und gewerbliche Inserate
Harper’s Weekly behandelte politische, militärische, soziale und kulturelle Themen und enthielt eine Vielzahl gewerblicher Inserate, die das damalige Zeitkolorit und den Stand der gesellschaftlichen und technischen Entwicklung widerspiegeln.
Von seiner Gründung 1857 bis zum Beginn des Sezessionskrieges im April 1861 nahm das Blatt redaktionell zunächst eine moderate Haltung zur Sklaverei ein, zumal es eine nennenswerte Leserschaft in den Südstaaten besaß. Politisch war die Zeitung moderat republikanisch orientiert. Die staatliche Union wollte sie um jeden Preis erhalten wissen.
Größere Bedeutung erlangten die Leitartikel des Blatts von dem zwischen 1863 und 1892 als Chefredakteur fungierenden George William Curtis, eines Mitbegründers der Republikanischen Partei. In seiner Nachfolge sorgten die Leitartikel des deutschstämmigen Carl Schurz für Beachtung und führten teils zu Kontroversen. Der teils umstrittene Reformer Schurz war zuvor Innenminister (Secretary of the Interior) gewesen und hatte sich Verdienste erworben, die ihm große Popularität verschafften. Mark Twain verfasste nach dessen Tod 1906 einen Nachruf in Harper’s Weekly.
Am 13. Juni 1893 stellte der Journalist George Parsons Lathrop, der Schwiegersohn von Nathaniel Hawthorne, in Harper’s Weekly den Kinematographen von Thomas Alva Edison vor.
Frei von Rassismus war das Blatt nicht. Nach Gerüchten sexueller Übergriffe betrunkener schwarzer Männer auf angloamerikanische Frauen war es in Atlanta, Georgia, zwischen dem 22. und 24. September 1906 zu schweren Ausschreitungen gegen Schwarze gekommen. Im Harper’s Weekly wurde ausgeführt, Alkoholkonsum führe zu völliger sexueller Enthemmtheit afroamerikanischer Männer.
Kritiker bezeichneten das Magazin in phonetisch nahezu identischer Abwandlung seines Titels als „Harper’s Weakly“ (engl. weakly = charakterschwach, kraftlos, weich).

### Illustrationen

Santa Claus von Thomas Nast, erschienen am 3. Januar 1863

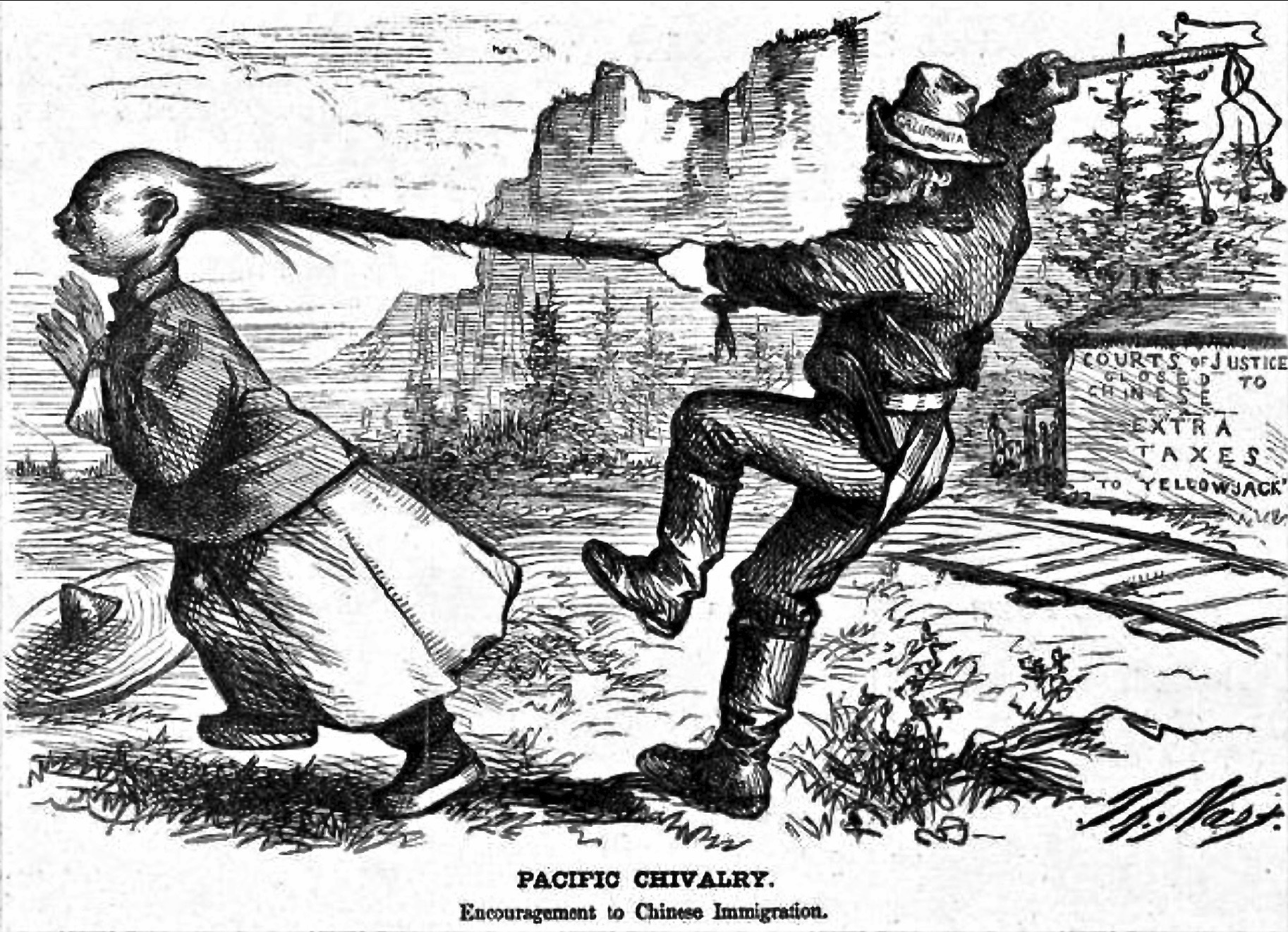
Pacific Chivalry von Thomas Nast, erschienen am 7. August 1869

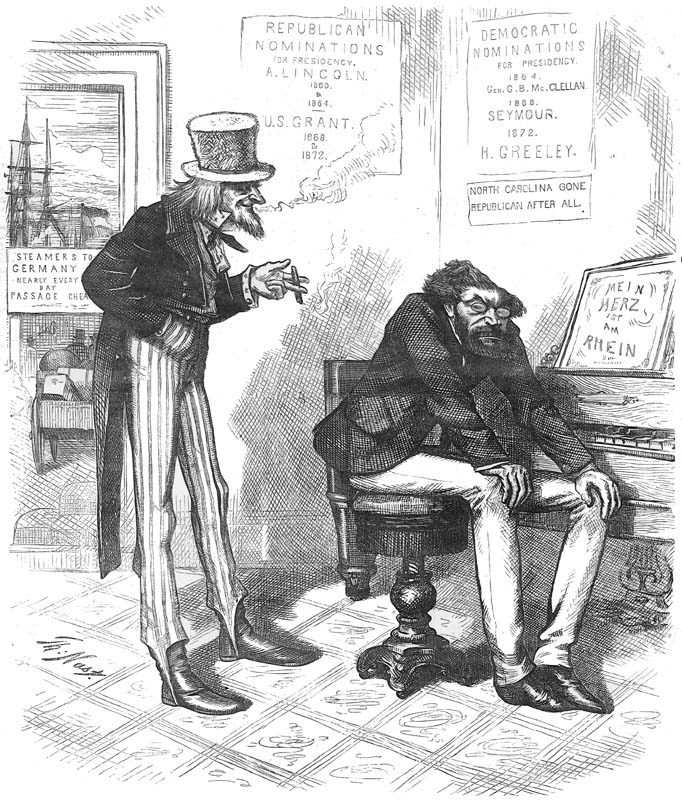
Darstellung von Uncle Sam mit Innenminister Carl Schurz, der vor einer Partitur mit dem Titel „Mein Herz ist am Rhein“ – ein Lied von Wolfgang Müller von Königswinter nach Noten von Wilhelm Speyer – am Klavier sitzt (Thomas Nast, erschienen am 24. August 1872)

Der über Jahrzehnte beibehaltene Titel- bzw. Zeitungskopf des Harper’s Weekly beinhaltete diverse Symbole. Er stellte einen klaren Bezug zu Gott (Handreichung aus dem Himmel), zur Freiheit (Weitergabe der Fackel), zur Kunst (Athene, Palette, Lyra, Schreibfeder) und zur Wissenschaft (Pergamentrolle mit Zirkel, Büchern, Fernrohr, Globus) her. Gleichzeitig stand eine Kombination von Fackel und Buch für geistige Aufklärung, für einen freien Zugang zu Bildung und Wissen, im vorliegenden Fall jedoch zum Preis von 5 US-Cent pro Zeitungsexemplar.
Vielfach illustrierten beeindruckende Holzstiche die bleigesetzten Texte, um den Lesern und Betrachtern Örtlichkeiten, Personen und Ereignisse zu veranschaulichen. Das beruhte auch auf dem Umstand extrem langer Belichtungszeiten in der Fotografie, die es noch lange unmöglich machten, bewegte Motive abzulichten. Außerdem erlaubte es die Drucktechnik der damaligen Zeit nicht, Fotos abzudrucken. Deshalb wurden viele talentierte Zeichner und Holzschneider benötigt. Wie Dokumentarfotos auch mussten dokumentierende Zeichnungen und Holzstiche aktueller Ereignisse zeitaufwendig angefertigt werden und erschienen demgemäß stets nach einem Geschehnis. Porträts wie die des US-Präsidenten Abraham Lincoln oder des Konföderierten-Generals Robert E. Lee wurden zwar bereits fotografiert, dann aber als Holzstich adaptiert, um sie innerhalb des Blatts wiedergeben zu können.
Auch Analphabeten nutzten Harper’s Weekly gern, weil sie sich durch die Vielzahl anschaulicher Illustrationen zumindest partiell auf dem Laufenden halten konnten, während sie weitere Informationen vom Hörensagen bzw. durch Zeitungsjungen erfuhren, welche die Hauptmeldungen verkaufsfördernd ausriefen. Ein Großteil der Illustrationen des Blatts besaß durch ihre große Detailverliebtheit nahezu erzählerische Qualitäten, in die man sich recht lange vertiefen konnte.
Von besonderer Bedeutung gerieten die Zeichnungen und Karikaturen von ausführenden Künstlern wie Winslow Homer, Henry Mosler und vor allem des als „Vater der politischen Karikatur in den Vereinigten Staaten“ angesehenen Thomas Nast, eines aus der Pfalz ausgewanderten Deutschen. Nast wurde durch Harper’s Weekly landesweit berühmt und die Zeitung profitierte ganz enorm von seinen Arbeiten. Diese Zeichnungen und Karikaturen formten einerseits die öffentliche Meinung mit, andererseits reflektierten sie diese auch. Das galt insbesondere für die Zeitspanne vom Sezessionskrieg bis zum Ende des 19. Jahrhunderts.
Am 4. Juli 1863 erschien ein Artikel mit dem Titel A typical Negro (= Ein typischer Neger). Drei dazu gruppierte Illustrationen zeigten einen Gordon genannten Schwarzen in Vorher-Nachher-Manier. Das erste Bild zeigte ihn in zerrissener und zerlumpter Bekleidung, so wie er seinem Besitzer entlaufen und nach rund einhundert Kilometern Fußmarsch auf lagernde Unionstruppen getroffen war. Das zweite Bild zeigte seinen nackten Rücken, der deutliche Spuren davon trug, dass er massiv ausgepeitscht worden war. Auf dem dritten Bild war er nach seiner Versorgung neu eingekleidet worden – in eine blaue Uniform der Unionsarmee.
Bereits im Jahr 1868 warnte Harper’s Weekly eindringlich vor dem schädlichen Tabakgenuss, indem es aussagekräftige Zeichnungen veröffentlichte.
Aufgrund der in Harper’s Weekly veröffentlichten Illustrationen von Thomas Nast konnte der geflohene korrupte New Yorker Politiker William Tweed 1873 in Kuba erkannt und festgenommen werden.
Gegen den Rassismus wandte sich beispielsweise eine Illustration Nasts, die 1876 in Harper’s Weekly veröffentlicht wurde. Sie zeigte eine Copperhead-Schlange, das schleichende Gift des Rassismus in den Südstaaten verkörpernd, die sich um einen Baum wand.
Nast entwickelte in Harper’s Weekly die weltbekannte karikierende Kunstfigur des Uncle Sam mit, welche die Vereinigten Staaten repräsentiert. Zum Veröffentlichungsdatum 3. Januar 1863 zeichnete er weltweit erstmals die bis heute gültige Kunstfigur des rundlichen Santa Claus mit Rauschebart, zur damaligen Kriegszeit allerdings mit Stars and Stripes beinahe uniformiert bekleidet. Die Demokratische Partei charakterisierte er durch die Darstellung eines Esels, die Republikanische Partei durch die eines Elefanten. Aufgrund seiner Zeichnungen in Harper‘s Weekly während des Sezessionskrieges wurde Thomas Nast von US-Präsident Abraham Lincoln als „unser bester für das U. S.-Militär rekrutierender Sergeant“ bezeichnet („our best recruiting Sergeant for the United States Military“). Nasts Holzstiche von Schauplätzen der Gefechte des Sezessionskrieges verkauften sich landesweit in großer Zahl.

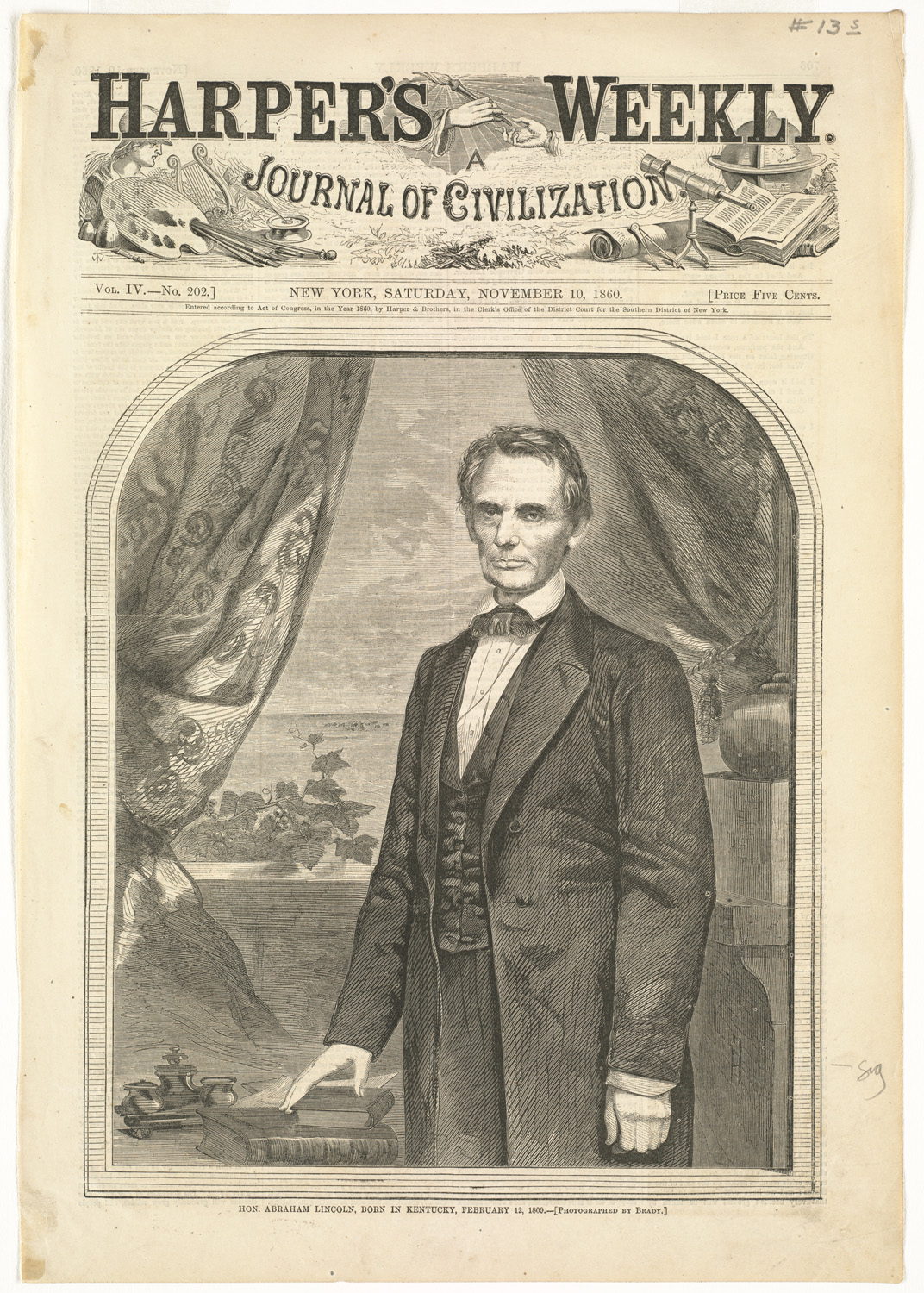
Titelseite des Harper’s Weekly vom 10. November 1860: Abbildung des US-Präsidenten Abraham Lincoln
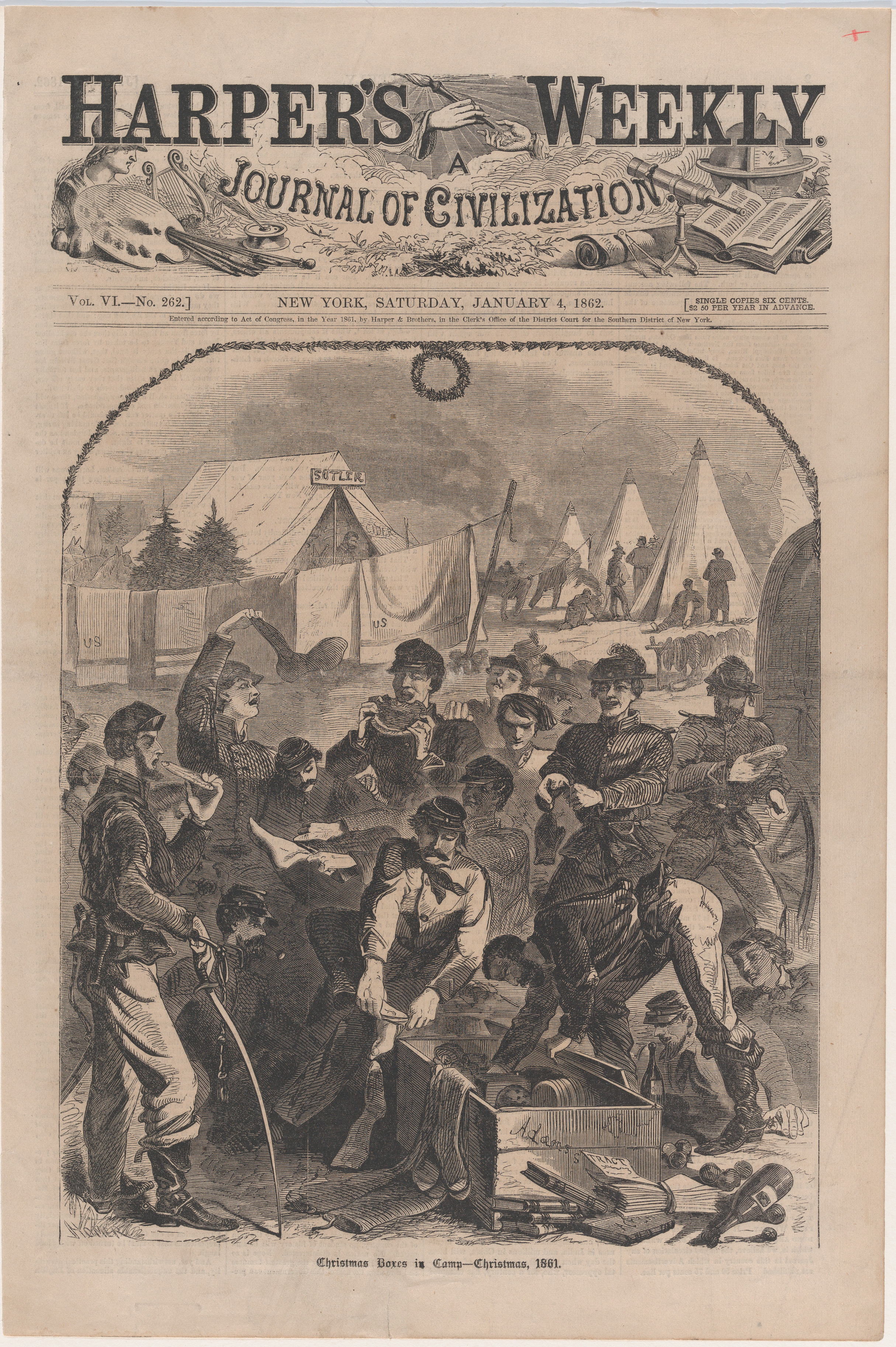
Bescherung bei Soldaten der Nordstaaten, Holzstich von Winslow Homer, Titelseite vom 4. Januar 1862
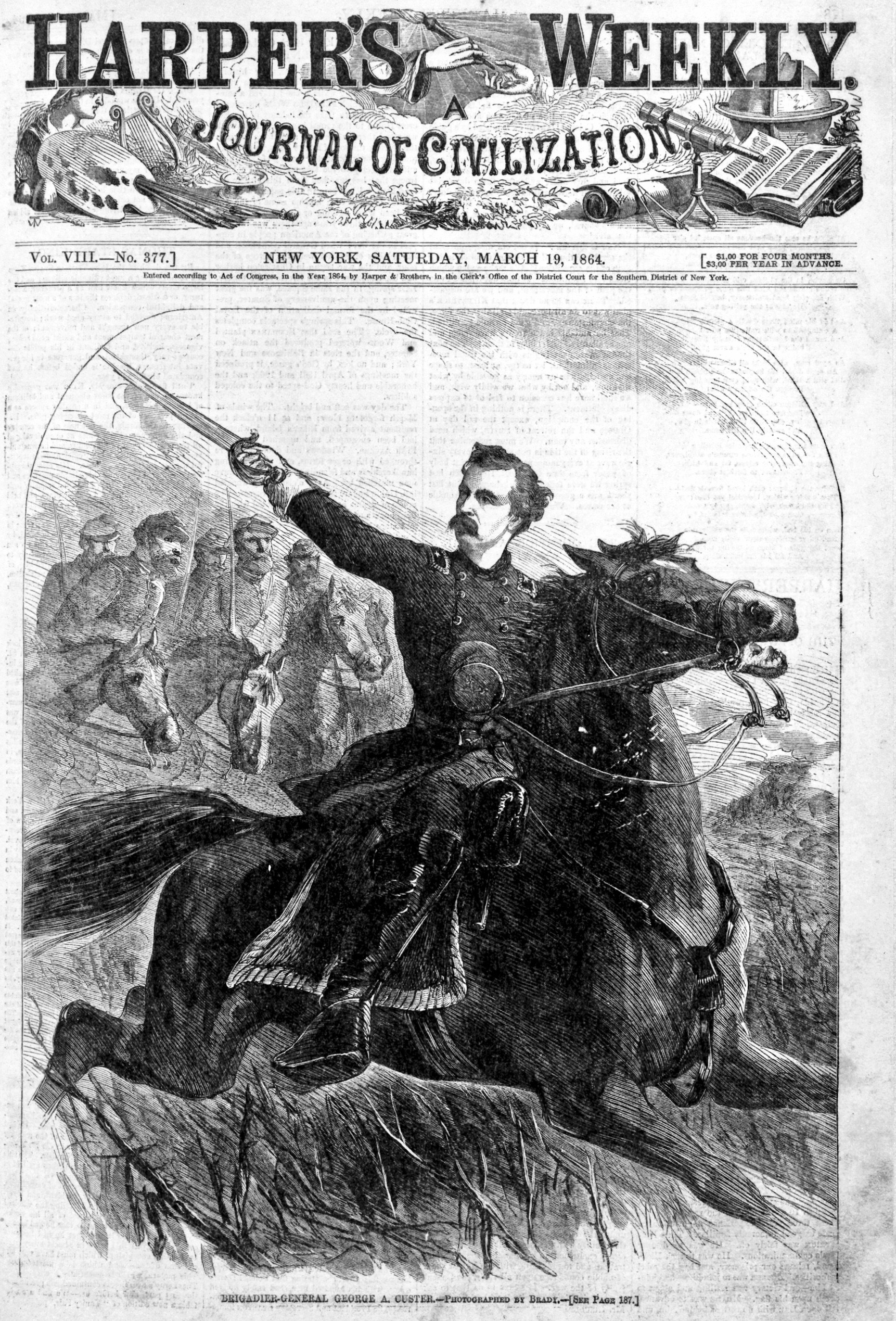
Titelseite des Harper’s Weekly vom 19. März 1864: Colonel George Armstrong Custer im Sezessionskrieg
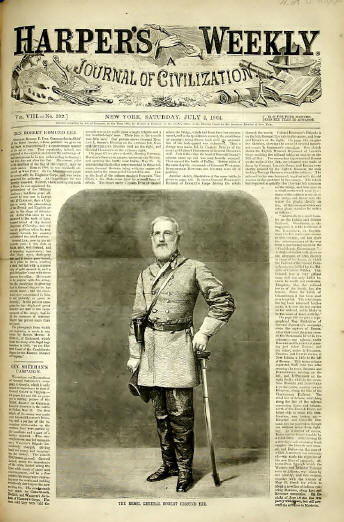
Titelseite des Harper’s Weekly vom 2. Juli 1864: Abbildung des Konföderierten-Generals Robert E. Lee
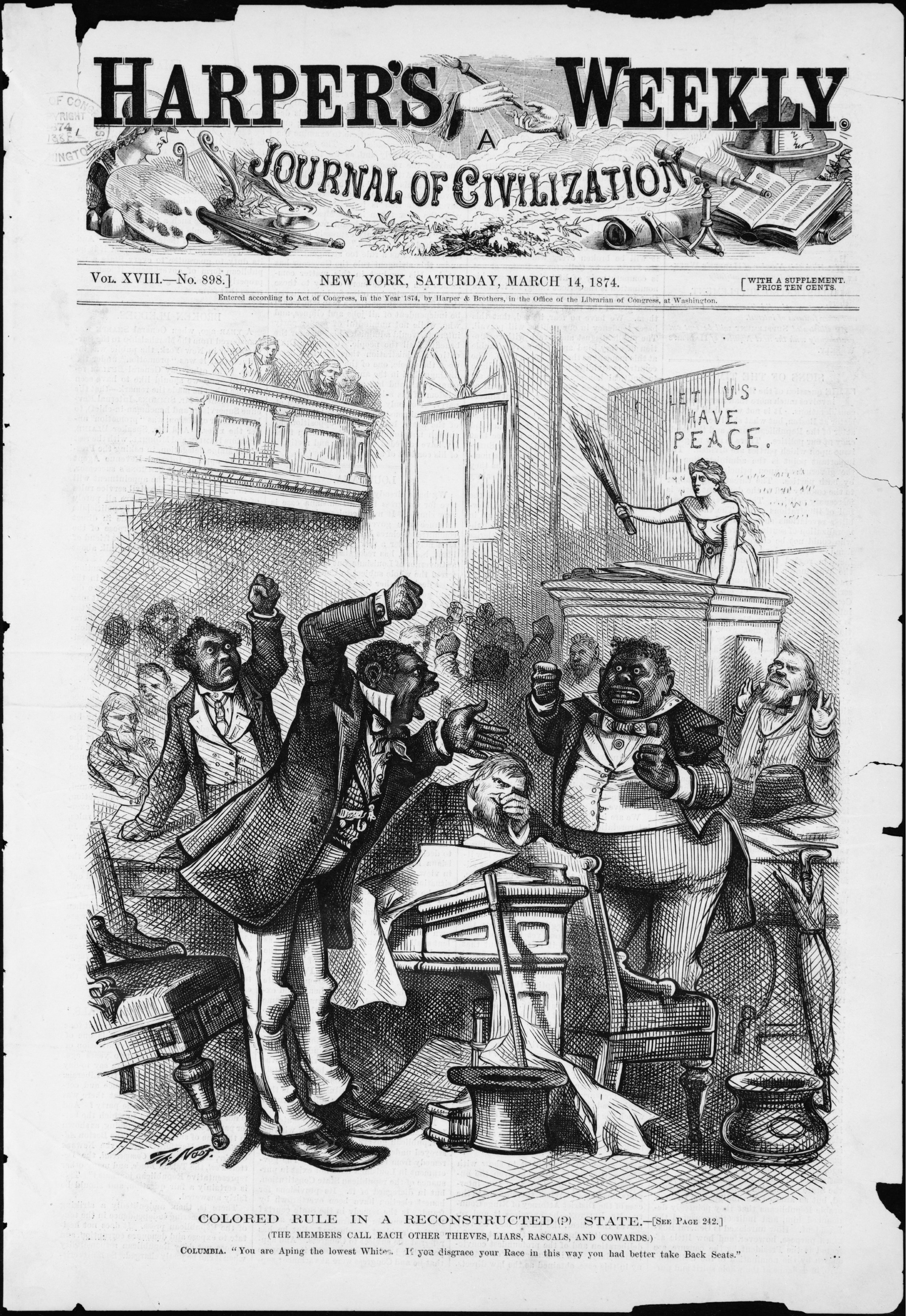
Titelseite des Harper’s Weekly vom 14. März 1874: „Colored Rule in a Reconstructed (?) State“ (mit rassistischer Tendenz)
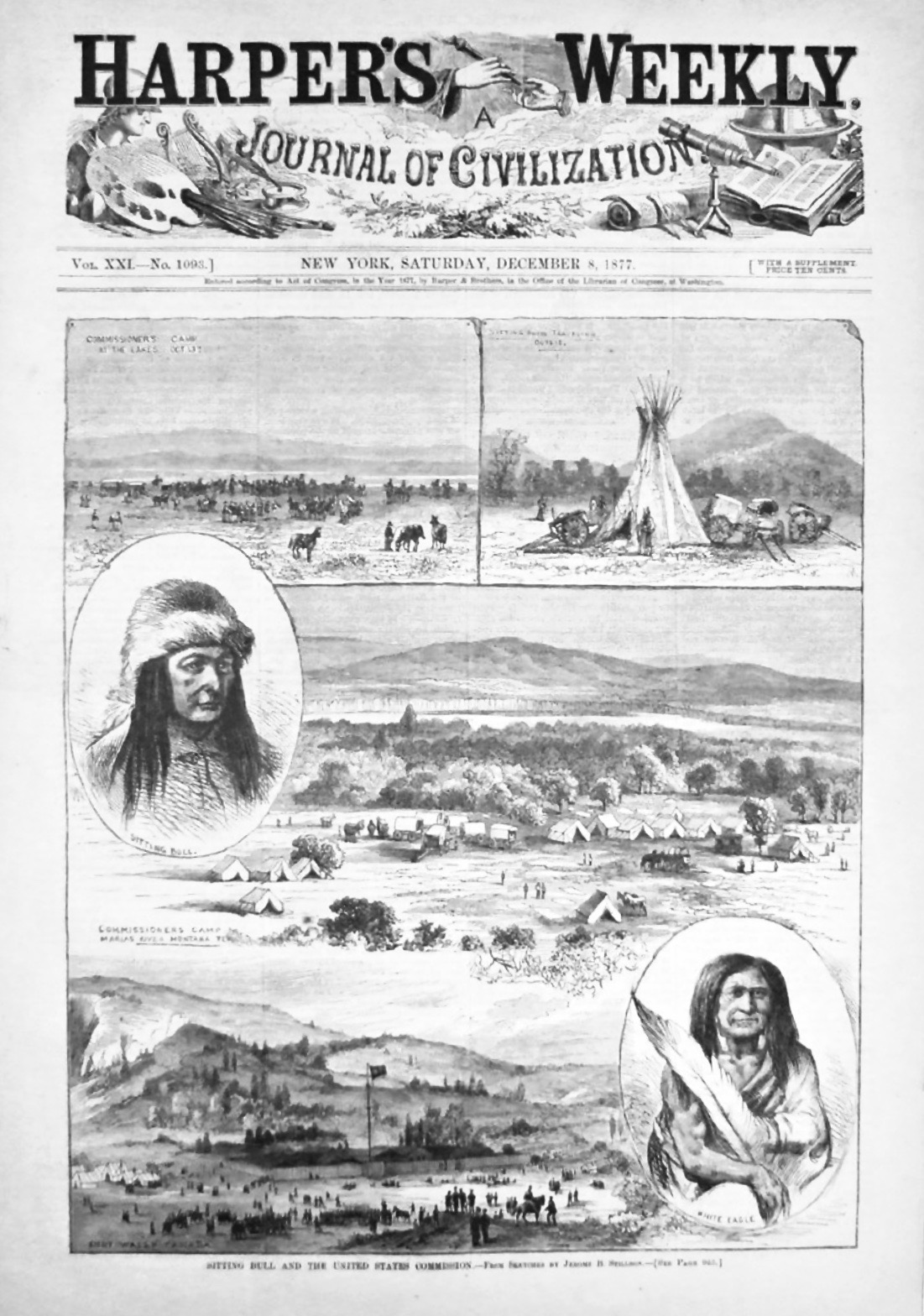
Der Medizinmann und Häuptling der Hunkpapa-Lakota-Sioux, Sitting Bull, auf der Titelseite des Harper’s Weekly vom 8. Dezember 1877
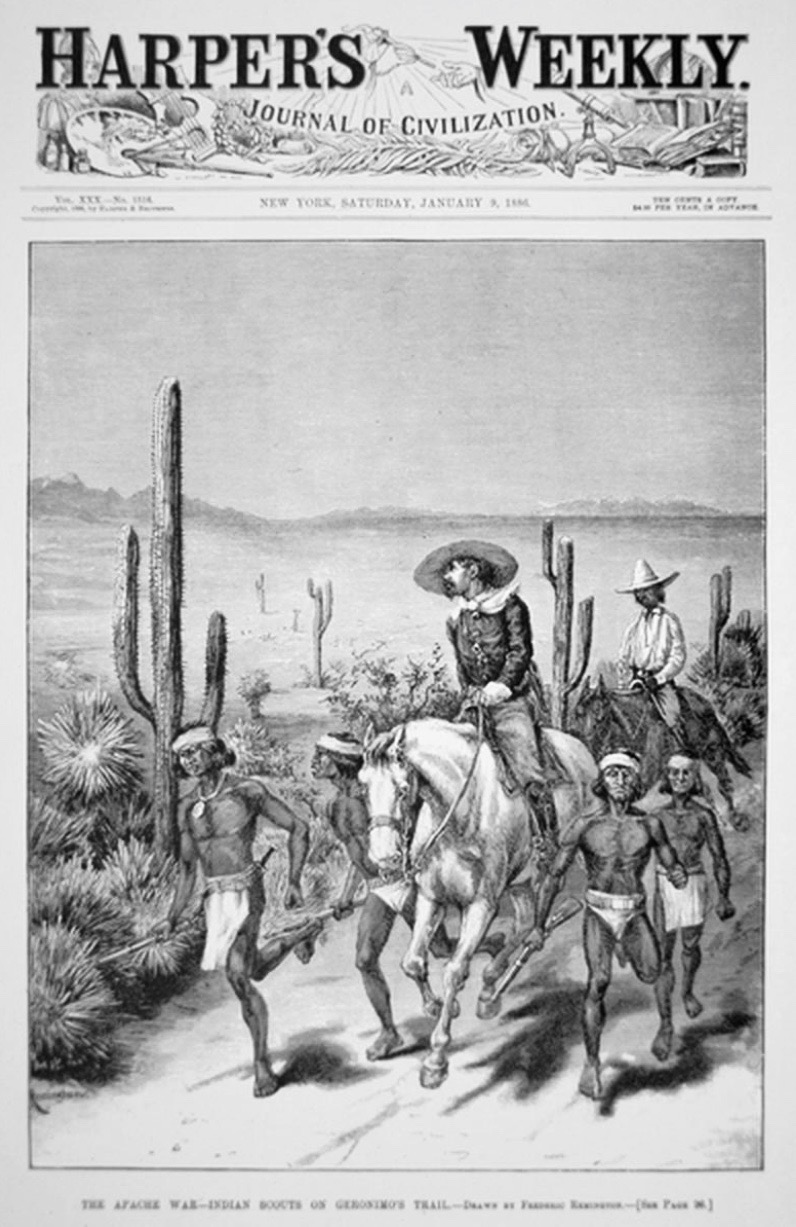
Titelseite des Harper’s Weekly vom 9. Januar 1886: Mescalero-Scouts führen Soldaten auf Geronimos Spur
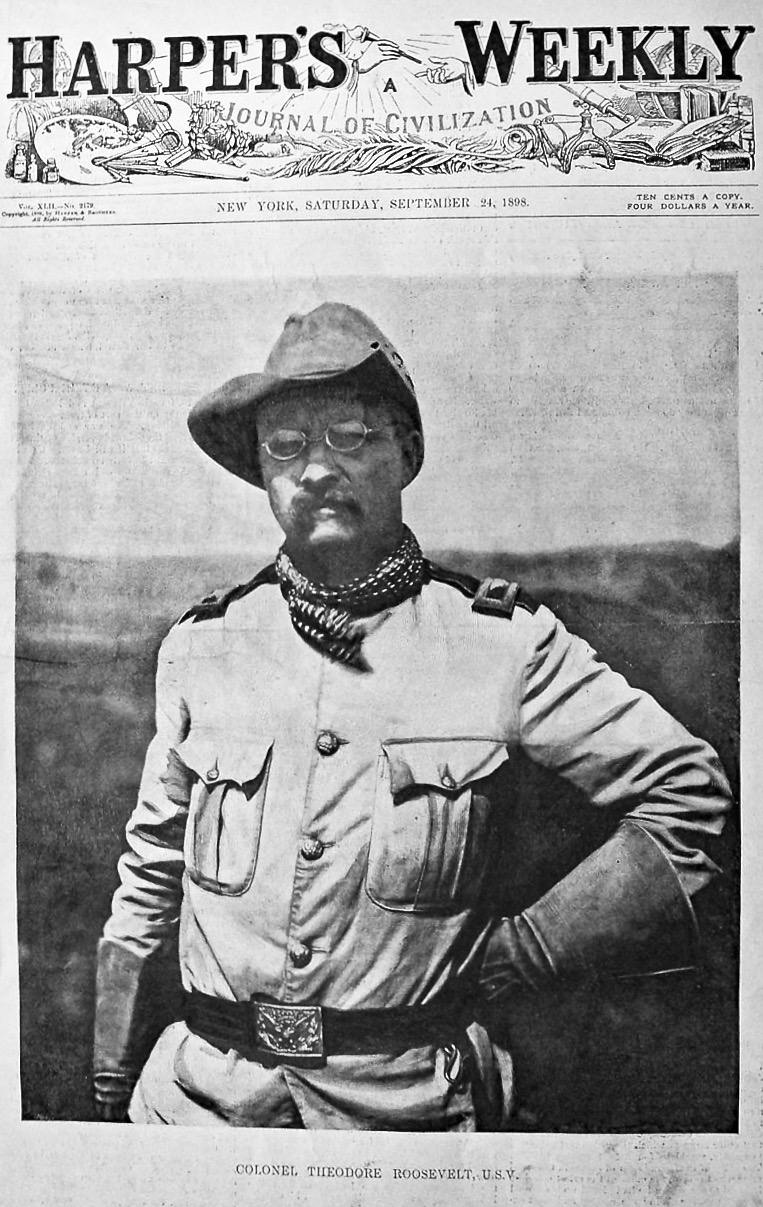
Theodore Roosevelt nach dem Span.-Amerikan. Krieg auf der Titelseite vom 24. September 1898

## Verbreitung
Der Sezessionskrieg sorgte für eine sehr weite Verbreitung des Harper’s Weekly, der mit seiner Berichterstattung, seinen Zeichnungen und Kommentaren die verschiedenen Schauplätze und Frontszenerien auf eine Weise veranschaulichte, die es Lesern erlaubte, das Geschehen nicht nur mitzuverfolgen, sondern nahezu mitzuerleben. 1860 erreichte das Blatt eine Auflage von 200.000 Exemplaren, zeitweise maximal 300.000 Stück, während die tatsächliche Leserschaft mindestens eine halbe Million Menschen umfasst haben dürfte.

## 20. Jahrhundert
Nach 1900 widmete sich das Blatt zunehmend politischen und sozialen Themen. Es veröffentlichte auch Artikel von politischen Gastautoren wie Theodore Roosevelt. Chefredakteur George Brinton McClellan Harvey unterstützte ab dem Jahr 1906 eine Präsidentschaftskandidatur des Demokraten Woodrow Wilson. Im Jahr 1912 wurde die Zeitung mit The Independent verschmolzen und 1916 als eigenständiger Titel eingestellt. Die letzte Ausgabe erschien am 13. Mai 1916. Zwischenzeitlich gab es eine ganze Reihe von Versuchen, den Titel dauerhaft wiederzubeleben, zuletzt 1975/76, bislang erfolglos.

## Chefredakteure
- 1857(?)–1863: John Bonner (1828–1899)
- 1863–1892: George William Curtis (1824–1892)
- 1863–1869: Henry Mills Alden (1836–1919), geschäftsführend
- 1869–1885: Samuel Stillman Conant (1831–1885?), geschäftsführend
- 1885–1892: nacheinander Montgomery Schuyler (1843–1914), John Foord (1842–1922) und Richard Harding Davis (1864–1916)
- 1892–1893(?): Carl Schurz (1829–1906), geschäftsführend
- 1894–1898: Henry Loomis Nelson (1846–1908), geschäftsführend
- 1899–1901: John Kendrick Bangs (1862–1922), geschäftsführend
- 1901–1913: George Brinton McClellan Harvey (1864–1928), geschäftsführend
- 1913–1916: Norman Hapgood (1868–1937), geschäftsführend[30][31]

## Bekannte Autoren und Zeichner (Auszug)
- George Wesley Bellows (1882–1925), Maler, Zeichner und Lithograph
- Arthur Conan Doyle (1859–1930), Arzt und Schriftsteller
- John Fox junior (1862–1919), Journalist und Autor
- Winslow Homer (1836–1910), Zeichner und Maler
- Reginald De Koven (1859–1920), Komponist und Musikkritiker
- Henry Mosler (1841–1920), Maler, Holzschneider und Illustrator
- Thomas Nast (1840–1902), Karikaturist
- Howard Pyle (1853–1911), Illustrator und Autor
- Frederic Remington (1861–1909), Maler, Illustrator und Bildhauer
- Mark Twain (1835–1910), Schriftsteller